# 北條康夫
北條 康夫（ほうじょう やすお）は、日本の自動車技術者、実業家。トヨタ自動車北海道株式会社元代表取締役社長、北海道経済連合会副会長。

## 人物・経歴
滋賀県大津市出身。滋賀県立膳所高等学校を経て、名古屋工業大学生産機械工学専攻卒業後、1981年名古屋工業大学大学院生産機械工学専攻修了。同年トヨタ自動車工業入社。研究開発部門を長く担当し、トヨタ自動車ドライブトレーンシステム統括部長を経て、2014年トヨタ自動車常務理事ドライブトレーン技術領域長兼ドライブトレーンシステム統括部長。2017年トヨタ自動車常務理事パワートレーンカンパニー量産開発制御担当兼エンジン制御システム開発部・ドライブトレーン制御開発部・HVシステム制御開発部・パワートレーン電子開発部統括。同年からトヨタ自動車北海道代表取締役社長を務め、北海道胆振東部地震への対応や、新プロジェクト立ち上げなどにあたった。2019年北海道経済連合会副会長。